# Lisarnea, Muncaci
Lisarnea (în ucraineană Лісарня) este un sat în comuna Verhnea Vîznîțea din raionul Muncaci, regiunea Transcarpatia, Ucraina.

## Demografie
Componența lingvistică a localității Lisarnea
     Ucraineană (99,26%)
     Alte limbi (0,37%)
Conform recensământului din 2001, majoritatea populației localității Lisarnea era vorbitoare de ucraineană (99,26%), existând în minoritate și vorbitori de alte limbi.